# Burkhard Schröder
Burkhard Schröder (Berlino, 19 dicembre 1957) è un ex cestista tedesco.

## Carriera
Con la Germania Ovest ha partecipato ai Campionati del mondo del 1986 e ai Campionati europei del 1985.